# Focke-Wulf A 40
O Focke-Wulf A 40, posteriormente designado Focke-Wulf Fw 40, foi uma aeronave de reconhecimento produzida pela Focke-Wulf, na Alemanha. Apesar de apenas ter sido construído um exemplar, este passou em todos os testes e foi enviado para a escola secreta alemã em Lipetsk. Depois de os nacional-socialistas tomarem o poder, a aeronave regressou à Alemanha e começou a voar em missões meteorológicas até ser substituída pelo He 46.